# 6438 Suárez
A 6438 Suarez (ideiglenes jelöléssel 1988 BS3) a Naprendszer kisbolygóövében található aszteroida. Henri Debehogne fedezte fel 1988. január 18-án.